# Husnicioara
Husnicioara é uma comuna romena localizada no distrito de Mehedinți, na região de Oltênia. A comuna possui uma área de 74.84 km² e sua população era de 1467 habitantes segundo o censo de 2007.